# Gunnar Thyrestam
Olof Gunnar Thyrestam (født 1. oktober 1900 i Gävle Parish, Sverige - død 23. februar 1984) var en svensk komponist, organist og lærer.
Thyrestam studerede ved Det Kongelige Musikkonservatorium i Stockholm (1925–1930), og tog eksamen som organist i 1927. Han fortsatte sine kompositions studier ved Musikkonservatoriet i Potsdam (1930-1938). Han skrev mest orgelværker og kirkelig musik, men skrev også fire symfonier, og et par orkesterværker. Thyrestam underviste i orgel og komposition på flere svenske Musikkonservatorier, og levede som organist og freelancekomponist.

## Udvalgte værker
- Symfoni "Overture" (1957) - for orkester
- Symfoni nr. 1 "Ofrings symfoni" (1978-1979) - for sopran og Symfoniorkester
- Symfoni nr. 2 "Symfoni Berslagiensis" (1980) - for orkester
- Symfoni nr. 3 "Symfoni Hedesundensis" (1980) - for kor og orkester